# Колос (Воронежская область)
Колос — посёлок в Калачеевском районе Воронежской области.
Входит в состав Калачеевского сельского поселения.

## География

### Улицы
| - ул. 40 лет Победы, - ул. Восточная, - ул. Гагарина, - ул. Молодёжная, - ул. Подлесная, - ул. Садовая, | - ул. Северная, - ул. Солнечная, - ул. Центральная - ул. Южная. |

## История
В 1925 году из села Новая Криуша и других близлежащих сёл на не освоенные территории было отправленного 15 семей, прозванных «безбожниками». Заселившись на не освоенных территориях, «безбожники» в 1925 году основали хутор Безбожный.
В 1929 году хутор Безбожный стал именоваться Третьим Отделением Калачеевского зерносовхоза.
В 1978 году Третье Отделение Калачеевского зерносовхоза было переформировано в колхоз «Колос».
Образовано в 1998 году путем объединения поселков второго и третьего отделений совхоза «Калачеевский» в единый населённый пункт посёлок Колос.

## Население
| 2010 |
| ---- |
| 0    |